# Tricia McMillan
Tricia McMillan, nota anche come Trillian, è un personaggio inventato da Douglas Adams nella sua serie Guida galattica per gli autostoppisti.
Trillian è una giovane donna e una brillante astrofisica che Arthur Dent non riesce ad "abbordare" ad un party in un appartamento ad Islington. Arthur era sufficientemente certo che si trattasse di una giovane donna, ma all'epoca era totalmente ignaro delle sue nozioni accademiche. La trilogia rivela successivamente che Trillian lasciò il party con un alieno di nome Zaphod Beeblebrox, che è direttamente responsabile della scelta del suo soprannome. La volta successiva che lei ed Arthur si incontrano è nello spazio profondo, su una nave spaziale a propulsione d'improbabilità, alcuni mesi dopo la suddetta festa e poco dopo che la Terra è stata distrutta per fare posto ad una superstrada spaziale.
Trillian è stata interpretata alla radio inglese da Susan Sheridan, in televisione da Sandra Dickinson, e al cinema da Zooey Deschanel.
Il software di messaggistica istantanea Trillian prende il nome da questo personaggio.